# Gwendal Ollivier
Pour les articles homonymes, voir Ollivier.
Pas d'image ? Cliquez ici

a Compétitions nationales et continentales officielles uniquement.

Dernière mise à jour le 2 juillet 2018.
Gwendal Ollivier, né le 27 décembre 1977, est un joueur de rugby à XV français qui évolue au poste de troisième ligne aile.

## Biographie
En juin 2008, il est invité avec les Barbarians français pour jouer un match contre le Canada à Victoria. Les Baa-Baas l'emportent 17 à 7.
En 2013, lui est remis un cape du FC Grenoble Rugby